# Clickstream
Clickstream ou Sequência de Cliques (também conhecido como Rastro de Cliques) é o registro da trajetória que um usuário de computador percorre ao clicar em algo numa página web ou aplicativo. Os dados são capturados por cookies e registrados num cliente ou servidor web. 
A análise do clickstream é muito útil para análises sobre as atividade das pessoas na web, teste de softwares, pesquisas de mercado, e para analisar a produtividade dos empregados.
O uso de dados clickstream podem gerar preoupações relativas à privacidade, uma vez que alguns provedores de internet começaram a vender dados sobre o clickstream de seus clientes de forma a aumentar seus lucros. Existem 10-12 empresas que comprar estes dados, em geral a US$ 0,40/mês por usuário. Apesar desta prática não identificar individualmente os usuários, em geral é possível identificar indiretamente usuários específicos, um exemplo é o escândalo da busca de dados da AOL. A maioria da população não sabe que esta prática existe, e o potencial que possui de comprometer sua privacidade. Além disso, poucos provedores de internet admitem publicamente que o fazem.